# Нейроофтальмология
 Нейроофтальмология  является академически-ориентированной, узкоспециализированной медицинской категорией, которая объединяет  неврологию и офтальмологию, чаще всего в общих сложных системных заболеваниях, которые имеют проявления в зрительной системе. Нейроофтальмологи сначала полностью обследуют  в областях неврологии или офтальмологии, а затем продолжают его в дополнительной области. Диагностические исследования могут быть нормальными у пациентов со значительным нейроофтальмологическими заболеваниями.  Подробная история болезни и физический осмотр является необходимыми и нейроофтальмологи часто проводят значительно больше времени с пациентом, чем специалисты по другим дисциплинам.
Общая патология  нейроофтальмолога включает в себя афферентные нарушения зрительной системы (например, неврит зрительного нерва, оптическая нейропатия, отёк диска зрительного нерва, опухоль головного мозга или инсульт) и эфферентные расстройства зрительной системы (например, анизокория, диплопия, офтальмоплегия, птоз, нистагм, блефароспазм и гемифациальный спазм). Крупнейшее международное общество нейроофтальмологов — North American Neuro-Ophthalmological Society (NANOS),   которое организует ежегодную встречу и публикует журнал Нейроофтальмология.

## Описание
Нейроофтальмология фокусирует своё внимание на заболеваниях нервной системы, влияющих на зрение, управление движением глаз или рефлексов зрачка. Нейроофтальмологи часто видят пациентов со сложными болезнями мультисистемы и «экзотические» не являются редкостью. Нейроофтальмологи часто являются преподавателями в крупных университетских медицинских центрах, как правило, в отделе офтальмологии, но могут быть и из других отделов или находиться в частной практике. Пациенты часто имеют сосуществующие заболевания в других областях ( ревматология, эндокринология, онкология, кардиология и т.д.), таким образом, нейроофтальмолог, как правило, связь между отделом офтальмологии и другими подразделениями в медицинском центре. 
Офис нейроофтальмолога заполнен пациентами, которые были неправильно диагностированы или некорректно диагностированы и потратившими немалые деньги на диагностические исследования, которым часто вновь заявляют, что нейровизуализация нормальный метод, который может быть неправильно выполнен, или неправильно интерпретирован для многих нервноофтальмологических расстройств.  Нейроофтальмологи часто являются активными учителями в их учебном заведении и первыми четырьмя победителями престижных учебных наград академии офтальмологии  были нейроофтальмологи.  Большинство нейроофтальмологов увлечены своей дисциплиной и говорят о высокой удовлетворенностью работой, заявляя, что они думают, что это поле деятельности по-прежнему завораживающее и сложное.
Нейроофтальмология в основном непроцедурная, однако, нейроофтальмологи могут быть обучены для выполнения хирургии мышцы глаза, для лечения взрослого косоглазия, оптической фенестрации нерва для идиопатической внутричерепной гипертензии и ботулиническим инъекциям при блефароспазме или гемифациальном спазме.

## Известные нейроофтальмологи
Фрэнк Б. Уолш был одним из пионеров нейроофтальмологии, помогает популяризировать и развивать её. Уолш родился в Оксбоу, Саскачеван (Канада) в 1895 году и получил степень  университета Манитобы в 1921 году. Он присоединился к офтальмологическому институту Wilmer при университете Джонса Хопкинса и начал организовывать  субботние утренние нейроофтальмологические конференции. Уолш составил первый учебник нейроофтальмологии, который был опубликован в 1947 году и был обновляем на протяжении многих лет  его студентами. 

## Будущее нейроофтальмологии
Офтальмологи уделяют меньше времени пациентам из-за экономических трудностей, использования практикующих врачей среднего уровня, и более широкого использования лабораторных тестов. Нейроофтальмология была затронута в большей степени, чем другие специальности из-за сложности проблем пациентов и времени, необходимого, чтобы сделать нейроофтальмологическую историю и физическое тестирование.  Кроме того, существующая ныне оплата за услуги вознаграждает количество услуг (выполнение конвейера процедуры), а не качество обслуживания (постановку правильного диагноза, просвещение пациентов и консультирование) и видимые комплексы пациентов должным образом не распознаются.
Улучшение функциональной нейровизуализации прокладывает путь для лучшего понимания, оценки и управления многими неврологическими и нейроофтальмологическими факторами. По мере развития понимания нейробиологии, нейроофтальмологи чаще используются при лечении, а не только при диагностике, и появляются новые методы  для лечения традиционных разрушающих зрение болезней.  Например, клинические испытания использования генной терапии для лечения наследственной оптической невропатии Лебера начались   в феврале 2014 года,  которые является одним из первых применений генной терапии  центральной нервной системы. Прогресс был достигнут в понимании регенерации ганглиозных клеток сетчатки и восстановления синаптических связей  зрительного нерва и мозга,  больше, чем в других регионах центральной нервной системы.  Одной из целей  Национального института здравоохранения является использование зрительной системы в качестве окна для  понимания нейропластичности и использования регенеративной медицины  центральной нервной системы,  площади неврологии, имеющей перспективное будущее и тесно переплетающейся с нейроофтальмологией.
Ослабление финансовой среды для академических нейроофтальмологов должно быть решено так, чтобы оставалась клиническая инфраструктура для лечения пациентов, оценки и реализации новых технологий и методов лечения и подготовки нового поколения нейроофтальмологов. Данные, необходимая для определения проблемы (доход, предоставляемой другими отделами, сумма прежних затрат на ненужные тесты, визиты и процедуры, до нейроофтальмолога, среднее время проводимое пациентом  с нейроофтальмологом и т.д.) и с учетом направления офтальмологических и неврологических исследований — крайне важно сохранить  яркое академическое нейроофтальмологическое сообщество в будущем.